# アンゴー
アンゴー（Ango ）はゲルツが製造したフォールディングプレスカメラ。
オットマール・アンシュッツにより1882年に開発された1/10秒-1/1000秒のセルフキャッピングフォーカルプレーンシャッターを装備して「ゲルツ・アンシュッツ・クラップカメラ」（Görz-Anschutz-Klapp-Kamera ）として発売された。初期型の幕にはオットマール・アンシュッツの赤文字サインがある。スローシャッターはゴム球バルブの空気穴式で1/5秒-5秒。
1905年にアンシュッツとゲルツの頭を取ってアンゴー（Ango ）と改名され、ツァイス・イコンとなって以降も1930年頃まで製造された。
手札（8×10.5cm）判、大手札（9×12cm）判、キャビネ（13×18cm）判、大陸判等のタイプが存在する。日本には手札判とキャビネ判が多く輸入された。
レンズは主としてドグマーF4.5もしくはダゴールF6.8つき。
他のカメラと比較して頑丈であったことから、日本では新聞社に写真部ができた当初の大正年代から第二次世界大戦終結までパルモス/イカのミニマム・パルモスと並んで報道カメラとして多用され、日本の報道用カメラを代表する名機である。
日本では小西六（コニカを経て現コニカミノルタ）がアイデアスプリングの名称でキャビネ判、手札判のコピー商品を製造した。
また徒弟時代土門拳が叔父から借りて使用していたことが知られる。